# Race Driver: Grid
Race Driver: Grid is het eerste spel uit de TOCA-serie, gepubliceerd en ontwikkeld door Codemasters. Het werd aangekondigd op 19 april 2007, en is beschikbaar voor de PlayStation 3, Xbox 360, Nintendo DS, Windows, OS X en als arcadespel. Het spel werd in Europa uitgebracht op 30 mei 2008, in Noord-Amerika op 3 juni 2008, en in Australië op 12 juni 2008.

## Gameplay
Dit spel werd gemaakt door Codemasters, de makers van de TOCA- en Race Driver-serie. Race Driver: GRID is een arcade/asfalt racesimulator waarin men kan kiezen uit 43 auto's. Er werden echter twee Ferrari's voor de lancering verwijderd. Dit creëerde een probleem voor Xbox 360-spelers die op zoek waren naar de "Drive Them All"-prestatie. Het spel heeft een Instant Replay functie die het voor de speler mogelijk maakt om de tijd terug te spoelen tot 10 seconden, zo vaak als de speler wil. Er is ook een flashbackfunctie, die alleen kan worden gebruikt voor een beperkt aantal keren, bepaald door de moeilijkheidsgraad.
Er zijn verschillende vormen van concurrentie met behulp van diverse auto's, waaronder: GT-races, races open wiel-, sloop-derby's, enz. Er zijn ook een aantal circuits uit verschillende landen, waaronder Japan, Verenigde Staten en de Europese circuits als Le Mans en Spa Francorchamps. Een circuit uit de straten van Milaan is ook beschikbaar.

## Draagbare versie
Firebrand Games, de ontwikkelaar van Race Driver: Create en Race , ontwikkelde het spel voor de Nintendo DS. Het spel heeft 20 circuits beschikbaar, samen met 25 auto's. Het spel bevatte ook een bijgewerkte versie van de Track Designer van Race Driver: Create en Race, waarin spelers hun eigen aangepaste circuits en langs de weg billboards. De draagbare versie werd begin augustus 2008 gelanceerd.

## Demo
Op 8 mei 2008, vlak voor de release, werd een demo uitgebracht op de PlayStation Store en Xbox Live Marketplace en laat spelers twee speltypen proberen: racen en driften. De volgende dag werd een Windows-versie uitgebracht. De demoversie werd ruim een miljoen keer gedownload.
De demo wordt ook gekenmerkt door een competitie (uitdaging), met een BMW 3-serie, als een prijs, voor de Europese gamers en een Ford Mustang voor de spelers in de VS. De Europese competitie eindigde op 31 mei 2008 en op 25 mei 2008 voor de Amerikaanse gamers.

## The drift champion of Belgium online
Op woensdag 7 maart 2012 zijn de eindfinales van Racedriver Grid doorgegaan online. Er waren in totaal 596 deelnemers. De winnaar kwam uit Geraardsbergen.

## Trivia
- Het spel is opgenomen in het boek 1001 Video Games You Must Play Before You Die van Tony Mott.